# Phlegra micans
Phlegra micans är en spindelart som beskrevs av Simon 1901. Phlegra micans ingår i släktet Phlegra och familjen hoppspindlar. Inga underarter finns listade i Catalogue of Life.